# Phantom Manor
Phantom Manor is een darkride in het Franse attractiepark Disneyland Park. Phantom Manor was een van de attracties die samen met het park opende op 12 april 1992 en bevindt zich in het themagebied Frontierland. Het is  gebaseerd op de Disney-attractie de Haunted Mansion.

## Geschiedenis

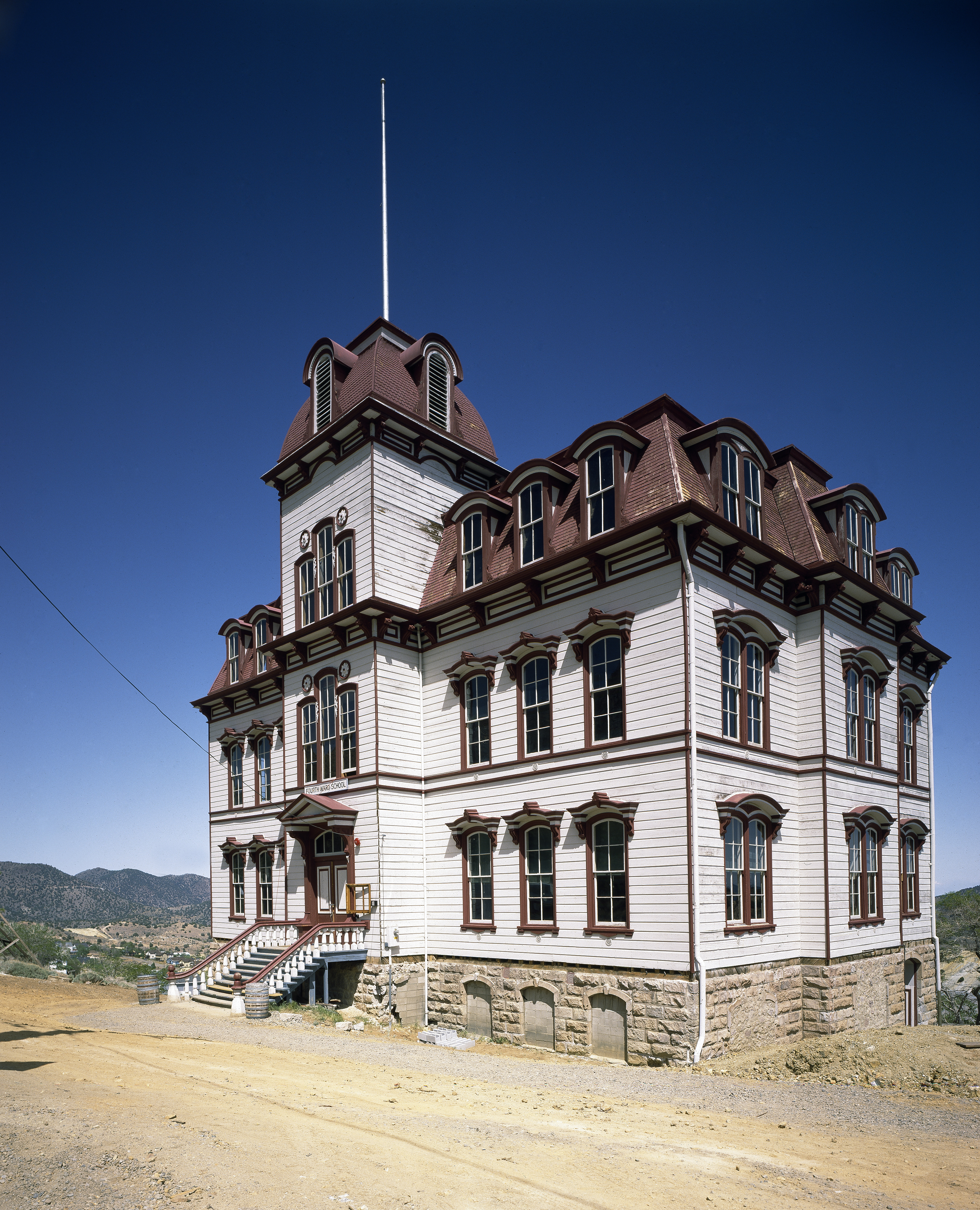
De Fourth Ward School diende als inspiratiebron voor het ontwerp van het landhuis.

Tijdens het ontwerpproces van Disneyland Parijs wilde men ook graag een Haunted Mansion-attractie in het park plaatsen. Het ontwerpteam vond echter dat de attractie qua exterieur niet zou passen in een Europees park. Er is daarom gekozen voor een landhuis met elementen uit de Franse architectuur die toegepast wordt op landhuizen. Als inspiratiebron werd de Fourth Ward School in Virginia City gebruikt. De opzet  qua wachtrij en rit komt grotendeels overeen met de Haunted Mansion-darkrides in overige Disney Parken. Uiteindelijk opende de attractie 12 april 1992 tegelijk met de rest van het park.
Op 7 januari 2018 was de darkride voor het laatst geopend alvorens voor het publiek te worden gesloten voor een langdurige renovatie. Meer dan honderd arbeiders en ambachtslieden hielpen hier aan mee. Deze renovatie liep qua planning uit, waardoor de attractie officieel op 3 mei 2019 weer heropende, met soft-openings vanaf 30 april. Tijdens de bijna 1,5 jaar durende renovatie zijn vrijwel alle verouderde technieken vervangen, is de verhaallijn aangepast, zijn er nieuwe scènes toegevoegd en zijn er nieuwe speciale effecten toegevoegd. Ook kreeg de attractie een FastPass-ingang, die exclusief toegankelijk is voor bezitters van een VIP-FastPass. Deze Fastpass-ingang dient ter compensatie van andere FastPass-attracties die gesloten zijn voor onderhoud. In de zomer van 2021 werd de FastPass afgeschaft in het gehele attractiepark.

## Verhaal

### 1992 - 2018
De attractie kende de eerste 16 jaar geen officiële verhaallijn.
In Phantom Manor wordt het verhaal verteld van Henry Ravenswood (1795), een man die steenrijk werd door de mijnindustrie in het stadje Thunder Mesa. Van al het goud dat hij vond in Big Thunder Mountain bouwde hij Ravenswood Manor, een Victoriaans landhuis op de top van Boot Hill, vlak tegenover Big Thunder Mountain. Hij stichtte met zijn vrouw Martha (1805) een gezin en kreeg een dochter genaamd Melanie (1842).
Een plaatselijke Indianenstam, verdreven door de inwoners van het dorp Thunder Mesa, vertelde dat Dondervogel zich diep in Big Thunder Mountain bevond. Dondervogel zou een krachtige Indiaanse god zijn die Big Thunder Mountain beschermt. Volgens de legende kon Dondervogel wanneer hij met zijn vleugels slaat zorgen voor donder, bliksem en aardbevingen. Maar Henry Ravenswood geloofde die verhalen niet. De tijd verstreek en het goud in Big Thunder Mountain raakte langzaam op, waardoor de mijnwerkers nog dieper naar goud gingen zoeken. Melanie veranderde van een jong meisje in een volwassen vrouw en liep een treinmachinist tegen het lijf. Ze verloofden zich en de treinmachinist beloofde Melanie om samen met haar ooit ver weg te reizen van Thunder Mesa, tot grote afgunst van Henry die alles probeerde om de bruiloft tegen te houden. Maar zijn plannen liepen op niets uit, toen in 1860 de mijnwerkers van Big Thunder Mountain de woede van Dondervogel te verwerken kregen en Big Thunder Mountain gelijktijdig werd geraakt door donder, bliksem en een aardbeving. De ramp kostte het leven aan Henry Ravenswood en zijn vrouw en van de familie werd niets meer vernomen, totdat de waarheid na lange tijd onder het puin vandaan kwam.
De enigen van het gezin die de aardbeving overleefden waren Melanie en haar verloofde. Hun trouwdag was aangebroken en het beloofde een bijzondere dag te worden. Maar niets bleek minder waar. Voor het huis verscheen een spook, genaamd "Phantom". Hij benaderde de aanstaande bruidegom en lokte hem naar de zolder. De bruidegom had daar beter weg kunnen blijven, want voor hij het wist hing hij aan een strop die was vastgemaakt aan een van de balken. Intussen wachtte Melanie uren in de balzaal. Zij bleef alleen achter met de huishoudsters en butlers. Zij maakte zichzelf wijs dat hij nog wel zou komen opdagen. Daarom hield ze voor altijd haar bruidsjurk aan en haar boeket bij zich. Om alvast voorbereid te zijn op de terugkomst van haar bruidegom zong ze een melodie van verloren liefde.
Phantom dwaalde ook nog steeds door het huis en lachte Melanie uit om haar gejammer. Hij nodigde zijn vrienden uit de onderwereld uit om eeuwig door te feesten in de spookvilla. De vorm van het huis werd langzaam veranderd door de kwaadaardige krachten die het huis binnentraden. Jaren verstreken en alle hoeken van het huis raakten gevuld met spinnenwebben en stof. Het gerucht ging dat Melanie haar verstand was verloren. Ze liep jaar-in jaar-uit door het huis en zong nog steeds hetzelfde lied voor haar aanstaande, terwijl om haar heen spoken en demonen dansten. Overal waar ze liep werd ze herinnerd aan de bruiloft. Het huis werd langzaam omringd door onkruid en dode planten. Melanie bleef altijd hopen dat haar geliefde ooit terug zou komen en had nooit nagedacht waarom hij zou zijn vertrokken.
De puinhoop van de aardbeving zorgde ervoor dat het oude Thunder Mesa veranderde in een spookstad. Door zijn uiterlijk kreeg het de bijnaam "Phantom Canyon". De donkere versie van de stad werd nooit meer bewoond door andere mensen, en de oude bewoners zijn nooit meer teruggekeerd.
Tot de dag van vandaag weet niemand of Melanie Ravenswood nog in leven is. Als ze nog zou leven zou ze wel over de 100 jaar oud zijn. Haar gezang en gejammer zijn echter, als het donker is en de volle maan schijnt, nog altijd in de stad te horen. Maar ook het kwaadaardige gelach van Phantom is te horen. Of Melanie nu leeft of niet, het is wel zeker dat ze nooit haar familiehuis heeft verlaten en nog altijd wacht op haar aanstaande.
Er werd door bezoekers gespeculeerd over de betekenis van de verhaallijn en de rol van diverse personages zoals "wie is de Phantom". Tijdens de masterclass op het 20-jarig verjaardag van Disneyland Parijs droeg Tony Baxter echter ook nog de bruidegom aan als Phantom. Die op zijn beurt de bruid mee wilde nemen naar haar dood, zodat ze alsnog zouden kunnen trouwen. Na de zestien maanden durende renovatie die startte op 7 januari 2018 werd door Tom Fitzgerald, Executive Vice President, Senior Creative Executive van Walt Disney Imagineering onthuld dat Henry Ravenswood inderdaad zelf phantom is.

### 2019 - heden
Na de renovatie van 2018-2019 opende de attractie met enkele wijzigingen die het eerdere verhaal verder verduidelijkten en officieel maakte. Naast de machinist waren er nog drie andere huwelijkskandidaten voor Melanie: een mijnwerker, de eigenaar van een zagerij en de kapitein van een binnenschip. Alle vier de ongelukkige huwelijkskandidaten verdwenen op mysterieuze wijze. Het gerucht gaat dat Henry Ravenswood geen enkele van de vier kandidaten goed genoeg voor zijn dochter vond en dat hij zelf wel eens iets met de verdwijningen te maken zou kunnen hebben, hoewel dat nooit bewezen is. In de 'deurloze kamer' in de attractie hangen nu vier portretten die meer details onthullen over de verdwijningen van de vier mannen. In een van de scenes van Phantom Manor wordt echter wel onthuld dat Phantom en Henry Ravenswood een en dezelfde persoon zijn. Overige details van het verduidelijkte verhaal die in de attractie terug te vinden zijn, zijn de grafstenen van Melanies vier huwelijkskandidaten en Melanies verschijning, vlak voor het einde van de rit.
De Phantom blijft figuurlijk achter zijn dochter staan. Zo zijn hij en zijn dochter meerdere keren samen te zien in gedurende de rit. Tegen het eind van de rit, rijden de voertuigen door een dorp in westernstijl. Dit is een verwijzing naar het feit dat de attractie in Frontierland staat en omdat Henry Ravenswood, de Phantom, eigenaar van de Big Thunder Mining Company was.

## Opzet

### Wachtrij/voorshow
De wachtrij van de darkride begint in de tuin bij de poort van het landhuis. In de tuin zijn diverse grafstenen te vinden met daarop een aantal namen. Via de voordeur betreden de bezoekers het landhuis. Vanuit de lobby worden bezoekers naar een achthoekige ruimte geleid, de 'deurloze kamer'. Dit is in werkelijkheid een lift waar er twee van zijn. Oorspronkelijk was het idee om in een van de liften het verhaal in het Frans te vertellen en in de andere lift in het Engels. Vanwege de complexiteit werd dit idee echter nooit geïmplementeerd. In deze ruimte wordt het verhaal achter de attractie verteld. De stem werd ingesproken door Vincent Price. Tevens hangen er diverse schilderijen. Tijdens de voorshow begint de vloer te zakken, waardoor de onderkant van de schilderijen te zien is. Tot slot zien bezoekers de verschijning van Phantom boven in het plafond. Na de voorshow lopen bezoekers via een portretgalerij naar het station. In de gang hangen diverse schilderijen, waarvan een aantal taferelen in het de schilderijen bewegen. In het station bevindt zich de Grote Trap als blikvanger. Bovenaan de Grote Trap staat een bruid met haar rug naar de bezoekers toe terwijl buiten een woelige storm woedt, zichtbaar achter het grote erkerraam.

### Rit
De rit wordt afgelegd in een doombuggie met een constante snelheid van 4,8 km/u. De rit duurt 6:30 minuten, waarbij een afstand van 240 meter wordt afgelegd.
Aan het begin van de rit is een gang te zien. In de gang verschijnt om de bepaalde tijd de phantom en zijn dochter. Naast de gang staat een harnas. Hierna is een piano te zien dat voor een raam staat. Er zit niemand achter de piano. Toch is er muziek hoorbaar en is te zien dat de toetsen ingedrukt worden door een schaduw. Na de ruimte met de piano passeren de doombuggies aan beide zijden van een gang bewegende deuren. Een aantal deuren is deels geopend, waardoor bewegende handen zichtbaar zijn. Daarnaast zien de bezoekers ook een klok die constant op 13 uur blijft slaan. De doombuggies rijden een ronde ruimte in. In het midden van de ruimte staat een bewegende tafel met erboven een glazen bol met daarin het hoofd van een vrouw, genaamd ‘Madame Leota’ De vrouw is een waarzegger. Ze vertelt wat er in de volgende ruimte verwacht kan worden. De grote ruimte die hierop volgt is een danszaal. Bezoekers aanschouwen de danszaal vanaf een balkon. Er zijn meerdere dansende verschijningen te zien, een aantal zit aan een lange eettafel en er bevindt zich iemand achter een groot orgel. Aan de overzijde van de ruimte staat op een klein balkon de phantom met zijn dochter. Aan de muur hangt een afbeelding van het landhuis in de goede staat. De doomuggies vervolgen hun weg en komen in de kamer waarin de dochter van de phantom huilend op een stoel zit. In de spiegel waar ze tegenover zit is het gezicht van de phantom te zien. Direct hierna is er een animatronic van de phantom zelf te zien. Hij staat lachend naast een graf met een schop in zijn hand. Verderop staat een hondachtig wezen. Vervolgens passeren de doombuggies diverse (geopende) grafkisten waaruit skeletten willen ontsnappen. Hierna is te zien dat een aantal skeletten feest aan het vieren is en/of muziek maken. Tussen hen staan vier bustes te zingen. Dit lied heet ‘Grim Grinning Ghosts’. De doombuggies rijden omhoog door een dorp in westernstijl. Hier staan diverse verschijningen met een groene huidskleur. Vooraan staat de burgemeester van het spookdorp die zijn hoofd van zijn lijf trekt en de bezoekers verwelkomt. Ook zijn onder meer een barman en geesten te zien die aan het kaarten zijn. Bovenaan staat de phantom die gebaart om in een grafkist te stappen. Vervolgens zijn aan de rechterzijde diverse graven te zien met daarop de namen van de vier omgekomen verloofden van de dochter van de phantom (deze personen zijn ook in de ‘Doorless Chamber’ te zien). In de slotscène zien bezoekers zichzelf in een spiegel. In het midden van de doombuggie wordt de dochter van de phantom geprojecteerd die vraagt of je met haar wil trouwen.
Disneyland Paris · Lijst van attracties in Disneyland Park · Le Château de la Belle au Bois Dormant · afbeeldingen